# Biwako-Linie
| Streckenlänge: | 75,4 km           |                                     |                                  |
| Spurweite: | 1067 mm (Kapspur) |                                     |                                  |
| Stromsystem: | 1500 V =          |                                     |                                  |
| Streckengeschwindigkeit: | 130 km/h          |                                     |                                  |
| Zweigleisigkeit: | ganze Strecke     |                                     |                                  |
| |                   |                                     |                                  |
| Gesellschaft: | JR West           |                                     |                                  |
| \| \| \| ↑ Hokuriku-Hauptlinie \| \| \| \| \| → alte Tōkaidō-Hauptlinie \| 1882–1889 \| \| \| 7,7 \| Nagahama (長浜) \| 1882– \| \| \| \| Fähre über den Biwa-See \| \| \| \| 4,7 \| Tamura (田村) \| 1931– \| \| \| 2,4 \| Sakata (坂田) \| 1931– \| \| \| \| → Tōkaidō-Shinkansen \| 1964– \| \| \| \| Betriebswerk Maibara \| \| \| \| \| → Tōkaidō-Hauptlinie nach Toyohashi \| 1889– \| \| \| 0,0 445,9 \| Maibara (米原) \| 1889– \| \| \| \| Rangierbahnhof \| \| \| \| \| \| \| \| \| \| \| \| \| \| \| Butsushōzan-Tunnel \| \| \| \| \| \| \| \| \| 6,0 \| Hikone (彦根) \| 1889– \| \| \| \| Hikone-Serikawa (ひこね芹川) \| \| \| \| \| → Ōmi-Hauptlinie \| 1931– \| \| \| 9,3 \| Minami-Hikone (南彦根) \| 1981– \| \| \| \| Inukami-gawa \| \| \| \| 12,4 \| Kawase (河瀬) \| 1896– \| \| \| \| Uso-gawa \| \| \| \| 16,1 \| Inae (稲枝) \| 1920– \| \| \| \| Aichi-gawa \| \| \| \| 19,8 \| Notogawa (能登川) \| 1889– \| \| \| \| Koshigoe-san-Tunnel \| \| \| \| 24,9 \| Azuchi (安土) \| 1914– \| \| \| \| → Ōmi Yōkaichi-Linie \| 1913– \| \| \| 28,4 \| Ōmi-Hachiman (近江八幡) \| 1889– \| \| \| \| Hino-gawa \| \| \| \| 32,4 \| Shinohara (篠原) \| 1921– \| \| \| \| \| \| \| \| \| Iemune-kawa \| \| \| \| \| \| \| \| \| \| Betriebswerk Yasu \| \| \| \| 38,0 \| Yasu (野洲) \| 1891– \| \| \| \| Yasu-gawa \| \| \| \| 41,1 \| Moriyama (守山) \| 1912– \| \| \| 43,2 \| Rittō (栗東) \| 1991– \| \| \| \| → Kusatsu-Linie \| 1889– \| \| \| 45,5 \| Kusatsu (草津) \| 1889– \| \| \| \| Kusatsu-gawa \| \| \| \| 48,0 \| Minami-Kusatsu (南草津) \| 1994– \| \| \| 50,7 \| Seta (瀬田) \| 1969– \| \| \| \| Seta-gawa \| \| \| \| \| → Keihan Ishiyama-Sakamoto-Linie \| 1913– \| \| \| \| Nippon Electric Gas \| \| \| \| 53,2 \| Ishiyama (石山) \| 1903– \| \| \| \| \| \| \| \| \| Toray-Fabrik \| \| \| \| 56,0 0,0* \| Zeze (膳所) \| 1880– \| \| \| \| ← Ōtsu-Linie \| 1880–1969 \| \| \| \| Ishiba (石場) \| \| \| \| \| Shimanoseki (島ノ関) \| \| \| \| 57,7 \| Ōtsu (大津) \| 1921– \| \| \| \| Biwako-Hamaōtsu (びわ湖浜大津) \| \| \| \| \| ← Kōjaku-Bahnlinie \| \| \| \| \| ← Keihan Ishiyama-Sakamoto-Linie \| \| \| \| \| \| \| \| \| \| Ōsakayama-Tunnel (646 m) \| \| \| \| 3,0* \| Ōtani (大谷) \| 1880–1921 \| \| \| \| Shin-Ōsakayama-Tunnel (2325 m) \| \| \| \| \| alte Strecke \| 1880–1921 \| \| \| \| ← Kosei-Linie \| 1974– \| \| \| 62,2 \| Yamashina (山科) \| 1921– \| \| \| \| ← Keihan Keishin-Linie \| 1912– \| \| \| \| → Tōkaidō-Shinkansen \| 1964– \| \| \| 6,1* \| Signalstelle Ōtsuka \| Signalstelle Ōtsuka \| \| \| 8,4* \| Yamashina (山科) \| Yamashina (山科) \| \| \| \| → Nara-Linie \| 1879– \| \| \| 13,3* \| Inari (稲荷) \| 1879– \| \| \| \| Higashiyama-Tunnel (1865 m) \| \| \| \| \| Tōfukuji (東福寺) \| 1910– \| \| \| \| ↔ Keihan-Hauptlinie \| 1910– \| \| \| \| Kamo-gawa \| \| \| \| \| \| \| \| \| \| \| \| \| \| \| \| \| \| \| \| \| \| \| \| 67,7 513,6 \| Kyōto (京都) \| 1877– \| \| \| \| → Kintetsu Kyōto-Linie \| 1928– \| \| \| \| ← San’in-Hauptlinie (Sagano-Linie) \| 1897– \| \| \| \| ↓ JR Kyōto-Linie \| 1876– \| |                   |                                     |                                  |
| Strecke |                   | ↑ Hokuriku-Hauptlinie               | ↑ Hokuriku-Hauptlinie            |
| Abzweig geradeaus und ehemals von links |                   | → alte Tōkaidō-Hauptlinie           | 1882–1889                        |
| Strecke von links (außer Betrieb) · Bahnhof | 7,7               | Nagahama (長浜)                     | 1882–                            |
| Eisenbahnfähre (Strecke außer Betrieb) · Strecke |                   | Fähre über den Biwa-See             | Fähre über den Biwa-See          |
| Haltepunkt / Haltestelle | 4,7               | Tamura (田村)                       | 1931–                            |
| Haltepunkt / Haltestelle | 2,4               | Sakata (坂田)                       | 1931–                            |
| Strecke von links · Kreuzung geradeaus unten · Strecke quer |                   | → Tōkaidō-Shinkansen                | 1964–                            |
| Strecke · Strecke · Betriebsstelle Streckenanfang |                   | Betriebswerk Maibara                | Betriebswerk Maibara             |
| Strecke · Abzweig geradeaus und von links · Abzweig quer und nach rechts |                   | → Tōkaidō-Hauptlinie nach Toyohashi | 1889–                            |
| | 0,0 445,9         | Maibara (米原)                      | 1889–                            |
| Strecke · Dienststation / Betriebs- oder Güterbahnhof |                   | Rangierbahnhof                      | Rangierbahnhof                   |
| Strecke nach links · Kreuzung geradeaus unten |                   |                                     |                                  |
| |                   |                                     |                                  |
| Strecke · Tunnel (Strecke außer Betrieb) |                   | Butsushōzan-Tunnel                  | Butsushōzan-Tunnel               |
| |                   |                                     |                                  |
| | 6,0               | Hikone (彦根)                       | 1889–                            |
| Strecke · Haltepunkt / Haltestelle |                   | Hikone-Serikawa (ひこね芹川)        | Hikone-Serikawa (ひこね芹川)     |
| Strecke · Strecke nach links |                   | → Ōmi-Hauptlinie                    | 1931–                            |
| Haltepunkt / Haltestelle | 9,3               | Minami-Hikone (南彦根)              | 1981–                            |
| Brücke über Wasserlauf |                   | Inukami-gawa                        | Inukami-gawa                     |
| Bahnhof | 12,4              | Kawase (河瀬)                       | 1896–                            |
| Brücke über Wasserlauf |                   | Uso-gawa                            | Uso-gawa                         |
| Haltepunkt / Haltestelle | 16,1              | Inae (稲枝)                         | 1920–                            |
| Brücke über Wasserlauf |                   | Aichi-gawa                          | Aichi-gawa                       |
| Bahnhof | 19,8              | Notogawa (能登川)                   | 1889–                            |
| Tunnel |                   | Koshigoe-san-Tunnel                 | Koshigoe-san-Tunnel              |
| Bahnhof | 24,9              | Azuchi (安土)                       | 1914–                            |
| Abzweig geradeaus und ehemals von links · Abzweig ehemals quer und von links |                   | → Ōmi Yōkaichi-Linie                | 1913–                            |
| | 28,4              | Ōmi-Hachiman (近江八幡)             | 1889–                            |
| Brücke über Wasserlauf |                   | Hino-gawa                           | Hino-gawa                        |
| Bahnhof | 32,4              | Shinohara (篠原)                    | 1921–                            |
| |                   |                                     |                                  |
| Brücke über Wasserlauf · Tunnel bzw. Unterführung unter Wasserlauf (Strecke außer Betrieb) |                   | Iemune-kawa                         | Iemune-kawa                      |
| |                   |                                     |                                  |
| Dienststation / Betriebs- oder Güterbahnhof |                   | Betriebswerk Yasu                   | Betriebswerk Yasu                |
| Bahnhof | 38,0              | Yasu (野洲)                         | 1891–                            |
| Brücke über Wasserlauf |                   | Yasu-gawa                           | Yasu-gawa                        |
| Haltepunkt / Haltestelle | 41,1              | Moriyama (守山)                     | 1912–                            |
| Haltepunkt / Haltestelle | 43,2              | Rittō (栗東)                        | 1991–                            |
| Abzweig geradeaus und von links |                   | → Kusatsu-Linie                     | 1889–                            |
| Bahnhof | 45,5              | Kusatsu (草津)                      | 1889–                            |
| Tunnel bzw. Unterführung unter Wasserlauf |                   | Kusatsu-gawa                        | Kusatsu-gawa                     |
| Bahnhof | 48,0              | Minami-Kusatsu (南草津)             | 1994–                            |
| Bahnhof | 50,7              | Seta (瀬田)                         | 1969–                            |
| Brücke über Wasserlauf |                   | Seta-gawa                           | Seta-gawa                        |
| Strecke · Strecke von links |                   | → Keihan Ishiyama-Sakamoto-Linie    | 1913–                            |
| Betriebsstelle Streckenanfang und quer (Strecke außer Betrieb) · Abzweig geradeaus und ehemals nach rechts · Strecke |                   | Nippon Electric Gas                 | Nippon Electric Gas              |
| | 53,2              | Ishiyama (石山)                     | 1903–                            |
| Strecke von links · Kreuzung geradeaus unten · Strecke nach rechts |                   |                                     |                                  |
| Abzweig geradeaus und ehemals nach links · Betriebsstelle Streckenende und quer (Strecke außer Betrieb) |                   | Toray-Fabrik                        | Toray-Fabrik                     |
| Haltepunkt / Haltestelle · Haltepunkt / Haltestelle | 56,0 0,0*         | Zeze (膳所)                         | 1880–                            |
| |                   | ← Ōtsu-Linie                        | 1880–1969                        |
| Haltepunkt / Haltestelle |                   | Ishiba (石場)                       | Ishiba (石場)                    |
| Haltepunkt / Haltestelle |                   | Shimanoseki (島ノ関)                | Shimanoseki (島ノ関)             |
| Strecke · Bahnhof · Strecke (außer Betrieb) | 57,7              | Ōtsu (大津)                         | 1921–                            |
| Bahnhof · Strecke · Strecke (außer Betrieb) |                   | Biwako-Hamaōtsu (びわ湖浜大津)      | Biwako-Hamaōtsu (びわ湖浜大津)   |
| Abzweig geradeaus und ehemals nach rechts · Strecke · Strecke (außer Betrieb) |                   | ← Kōjaku-Bahnlinie                  | ← Kōjaku-Bahnlinie               |
| Abzweig geradeaus und nach rechts · Strecke · Strecke (außer Betrieb) |                   | ← Keihan Ishiyama-Sakamoto-Linie    | ← Keihan Ishiyama-Sakamoto-Linie |
| Strecke nach links · Kreuzung geradeaus unten · Kreuzung geradeaus oben (Strecke geradeaus außer Betrieb) · Strecke von rechts |                   |                                     |                                  |
| Strecke nach halbrechts und Tunnelanfang · Tunnel (Strecke außer Betrieb) · Tunnel |                   | Ōsakayama-Tunnel (646 m)            | Ōsakayama-Tunnel (646 m)         |
| Strecke von halblinks (im Tunnel) · Haltepunkt / Haltestelle (Strecke außer Betrieb) · Haltepunkt / Haltestelle | 3,0*              | Ōtani (大谷)                        | 1880–1921                        |
| Strecke (im Tunnel) · Strecke von links · Kreuzung geradeaus oben (Strecke geradeaus außer Betrieb) · Strecke nach rechts |                   | Shin-Ōsakayama-Tunnel (2325 m)      | Shin-Ōsakayama-Tunnel (2325 m)   |
| Tunnelende · Strecke nach halblinks (außer Betrieb) |                   | alte Strecke                        | 1880–1921                        |
| Abzweig geradeaus und von rechts · Strecke von halbrechts (außer Betrieb) |                   | ← Kosei-Linie                       | 1974–                            |
| Strecke (außer Betrieb) | 62,2              | Yamashina (山科)                    | 1921–                            |
| Kreuzung geradeaus oben · Strecke nach rechts · Strecke (außer Betrieb) |                   | ← Keihan Keishin-Linie              | 1912–                            |
| Strecke · Strecke von links · Kreuzung geradeaus unten (Strecke geradeaus außer Betrieb) |                   | → Tōkaidō-Shinkansen                | 1964–                            |
| Strecke · Strecke · Blockstelle (Strecke außer Betrieb) | 6,1*              | Signalstelle Ōtsuka                 | Signalstelle Ōtsuka              |
| Strecke · Strecke · Haltepunkt / Haltestelle (Strecke außer Betrieb) | 8,4*              | Yamashina (山科)                    | Yamashina (山科)                 |
| Tunnelanfang · Strecke nach halbrechts und Tunnelanfang · Abzweig ehemals geradeaus und von links |                   | → Nara-Linie                        | 1879–                            |
| Strecke (im Tunnel) · Strecke von halblinks (im Tunnel) · Bahnhof | 13,3*             | Inari (稲荷)                        | 1879–                            |
| Strecke (im Tunnel) · Strecke (im Tunnel) · Strecke von links · Kreuzung geradeaus unten |                   | Higashiyama-Tunnel (1865 m)         | Higashiyama-Tunnel (1865 m)      |
| Tunnelende · Tunnelende |                   | Tōfukuji (東福寺)                   | 1910–                            |
| Kreuzung geradeaus oben · Kreuzung geradeaus oben · Strecke nach rechts · Strecke |                   | ↔ Keihan-Hauptlinie                 | 1910–                            |
| Brücke über Wasserlauf · Brücke über Wasserlauf · Brücke über Wasserlauf |                   | Kamo-gawa                           | Kamo-gawa                        |
| Strecke nach halblinks · Strecke nach halblinks · Strecke |                   |                                     |                                  |
| Strecke von halbrechts und von halblinks · Strecke von halbrechts · Strecke |                   |                                     |                                  |
| Strecke von links (außer Betrieb) · Kreuzung (Querstrecke außer Betrieb) · Kreuzung geradeaus oben · Strecke nach rechts |                   |                                     |                                  |
| Strecke (außer Betrieb) · Strecke |                   |                                     |                                  |
| Bahnhof (Strecke außer Betrieb) | 67,7 513,6        | Kyōto (京都)                        | 1877–                            |
| Strecke (außer Betrieb) · Strecke · Strecke nach links · Kreuzung geradeaus oben |                   | → Kintetsu Kyōto-Linie              | 1928–                            |
| Kreuzung (Strecke geradeaus außer Betrieb) · Abzweig geradeaus und nach rechts |                   | ← San’in-Hauptlinie (Sagano-Linie)  | 1897–                            |
| |                   | ↓ JR Kyōto-Linie                    | 1876–                            |

Biwako-Linie (jap. 琵琶湖線, Biwako-sen) ist die seit 1988 verwendete Bezeichnung für zwei zusammenhängende Abschnitte der Hokuriku-Hauptlinie und der Tōkaidō-Hauptlinie in den japanischen Präfekturen Shiga und Kyōto. Die von der Bahngesellschaft JR West betriebene Linie beginnt in Nagahama und führt über Maibara nach Kyōto. Zusammen mit der JR Kyōto-Linie und der JR Kōbe-Linie bildet die Biwako-Linie den Hauptstrang des urbanen Schienenverkehrsnetzes von JR West in der Metropolregion Keihanshin (Kyōto / Osaka / Kōbe).
Die allgemeinen Merkmale und die Geschichte der Gesamtstrecke Tokio–Kōbe der Tōkaidō-Hauptlinie werden im Hauptartikel behandelt. Weitere Teilstrecken:
- Tōkaidō-Hauptlinie (Tokio–Atami)
- Tōkaidō-Hauptlinie (Atami–Toyohashi)
- Tōkaidō-Hauptlinie (Toyohashi–Maibara)
- JR Kyōto-Linie (Kyōto–Osaka)
- JR Kōbe-Linie (Osaka–Kōbe)

## Name
Benannt ist die Biwako-Linie nach dem Biwa-See (琵琶湖, Biwa-ko) im Zentrum der japanischen Hauptinsel Honshū. Die Japanische Staatsbahn verwendete für den Abschnitt Osaka–Maibara der Tōkaidō-Hauptlinie den informellen Namen Kotō-sen 湖東線 (dt. „See-Ostlinie“) Nach der Staatsbahnprivatisierung am 1. April 1987 beabsichtigte die neue Gesellschaft JR West die Einführung der Bezeichnung JR Kyōto-Linie. Dagegen regte sich jedoch Widerstand von Politikern aus der Präfektur Shiga, die befürchteten, dass die Region bloß als Anhängsel der Stadt Kyōto betrachtet würde. JR West führte deshalb zum Fahrplanwechsel am 5. März 1988 den Namen Biwako-Linie für den Abschnitt Kyōto–Maibara ein. Der Abschnitt Maibara–Nagahama der Hokuriku-Hauptlinie wurde am 14. September 1991 von 20 kV 50 Hz Wechselspannung auf 1500 V Gleichspannung umgestellt. Dieses Teilstück wird seither ebenfalls zur Biwako-Linie gezählt und sämtliche Züge verkehren durchgehend.

## Streckenbeschreibung
Die Biwako-Linie ist 67,7 km lang und mit 1500 V Gleichspannung elektrifiziert. Zwischen Kyōto und Kusatsu ist sie viergleisig, ansonsten zweigleisig. Sie beginnt in Nagahama, dem Ausgangspunkt einer früheren Streckenführung der Tōkaidō-Hauptlinie nach Sekigahara, und führt zunächst dem Ostufer des Biwa-Sees entlang zum Knotenpunkt Maibara. Dort befindet sich die Grenze der Zuständigkeitsbereiche von JR Central und JR West, ebenso der Übergang zwischen Hokuriku- und Tōkaidō-Hauptlinie.
Nach Hikone wendet sich die Strecke nach Südosten und durchquert das weitläufige Ōmi-Becken, etwa drei bis fünf Kilometer vom Seeufer entfernt. In diesem Bereich folgt sie dem historischen Verkehrsweg Chōsenjin Kaidō („Straße der Koreaner“). Dieser Teil ist von langen Geraden und mehreren Flussquerungen geprägt. Eine Besonderheit ist die Untertunnelung des Kusatsu-gawa, dessen Flussbett über dem Niveau der umgebenden Ebene liegt. Mit der Überbrückung des Seta-gawa erreicht die Strecke bei Ishiyama das südliche Ende des Sees. Innerhalb der Stadt Ōtsu besteht eine Konkurrenzsituation mit den zum Teil parallel verlaufenden Strecken der Keihan Denki Tetsudō.
Im ersten Jahrzehnt des Bestehens der Tōkaidō-Hauptlinie gab es im Bahnhof Zeze eine Spitzkehre, so dass die Züge von Kyōto aus nach Hama-Ōtsu (heute Biwako-Hamaōtsu) gelangen konnten. Dort bestand Anschluss an eine Dampfschifflinie über den See nach Nagahama (die Zweigstrecke Zeze–Hama-Ōtsu erhielt später die Bezeichnung Ōtsu-Linie). Zwischen Zeze und Ōtani führte die Strecke mehr als drei Jahrzehnte lang durch den Ōsakayama-Tunnel, den ersten bergmännisch errichteten Eisenbahntunnel Japans. Dieser wurde 1921 durch den Shin-Ōsakayama-Tunnel und die heutige Streckenführung über Yamashina ersetzt, die direkter ist und ohne nennenswerte Steigungen auskommt. Nach Yamshina folgt der Higashiyama-Tunnel, der zum Bahnhof Kyōto führt.

## Züge
Der Personenfernverkehr von Kyōto nach Maibara wird seit 1964 überwiegend auf der parallel verlaufenden Schnellfahrstrecke Tōkaidō-Shinkansen abgewickelt. Auf der Biwako-Linie selbst verkehren seither bedeutend weniger Schnellzüge. Ein Zugpaar des Haruka (はるか), der den Internationalen Flughafen Kansai mit Kyōto verbindet, wird an Werktagen nach Maibara verlängert. Hinzu kommt an Werktagen der Biwako Express (びわこエクスプレス) mit je einem Zugpaar täglich von Osaka nach Kusatsu bzw. Maibara. Auf dem Teilstück zwischen Maibara und Nagahama verkehren täglich 16 Zugpaare des Shirasagi (しらさぎ), der Nagoya mit Kanazawa verbindet. Die Nachtzüge Sunrise Izumo (サンライズ出雲) und Sunrise Seto (サンライズ瀬戸) befahren ebenfalls die Biwako-Linie. Der Schienengüterverkehr wird durch JR Freight abgewickelt.
Im Nahverkehr ist der Fahrplan so gestaltet, dass die Biwako-Linie zusammen mit der JR Kyōto-Linie und der JR Kōbe-Linie eine Einheit bildet von Tsuruga über Nagahama, Maibara, Kusatsu, Kyōto, Osaka und Sannomiya bis nach Himeji. Dabei werden zwei Zuggattungen unterschieden: Regionalzüge mit Halt an allen Bahnhöfen (diese befahren jedoch nicht die gesamte Strecke) und als „Special Rapid“ (新快速, Shin-Kaisoku) bezeichnete Eilzüge, die weniger frequentierte Bahnhöfe überspringen (letztere wurden 1971 eingeführt). Tagsüber ergibt dies einen Grundtakt von jeweils 15 bis 30 Minuten.

## Bilder

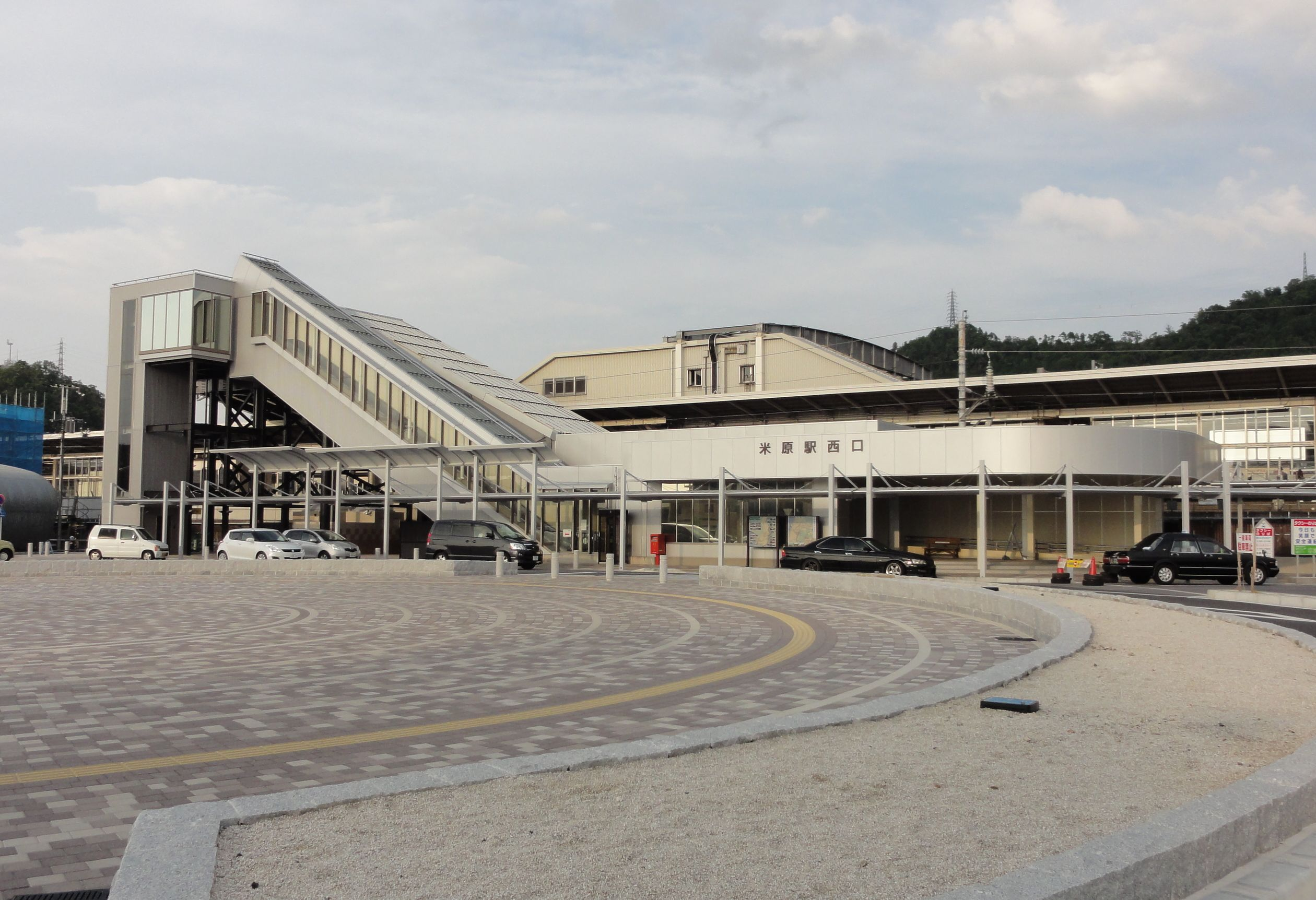
Bahnhof Maibara
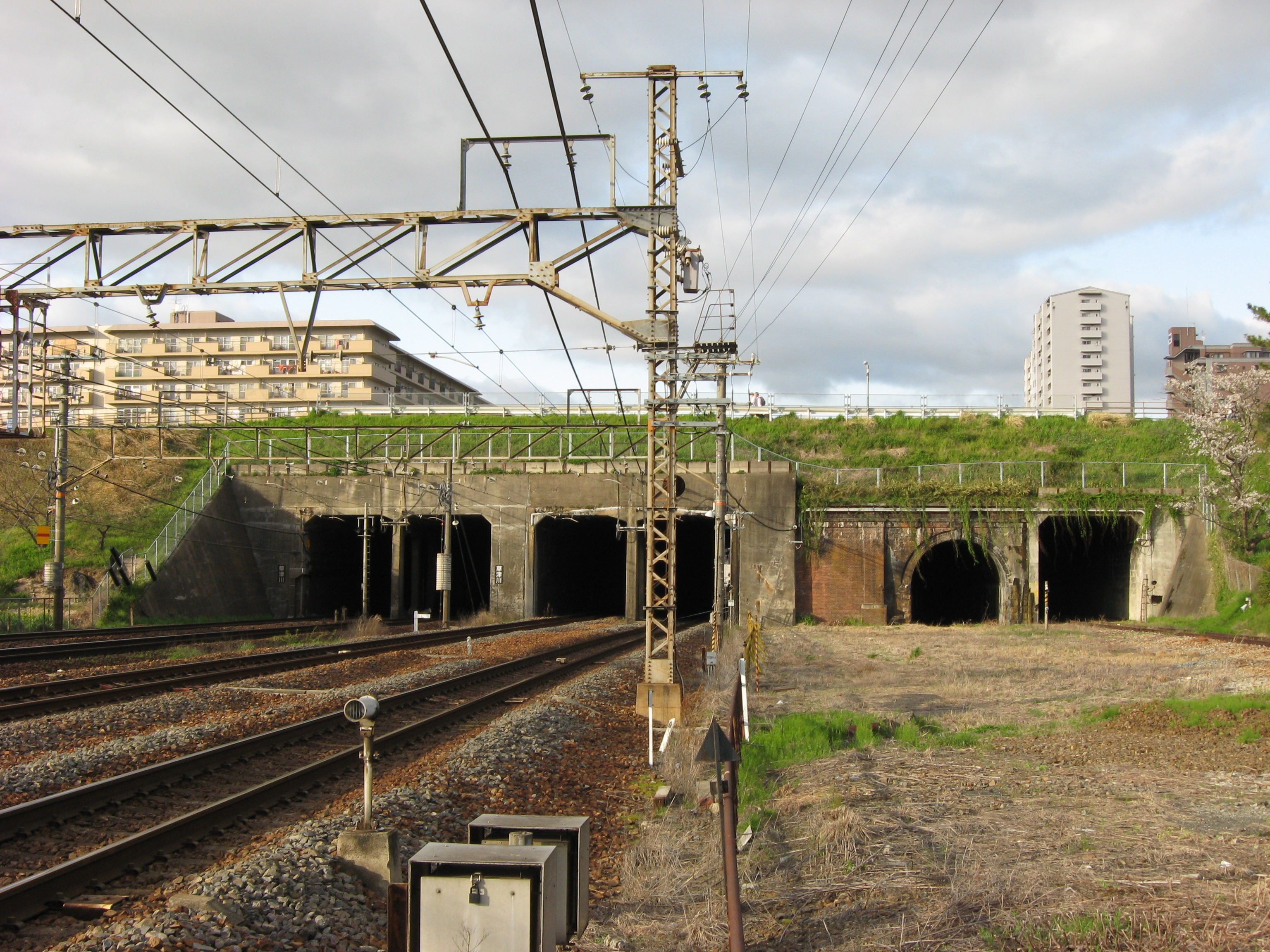
Untertunnelung des Flusses Kusatsu-gawa
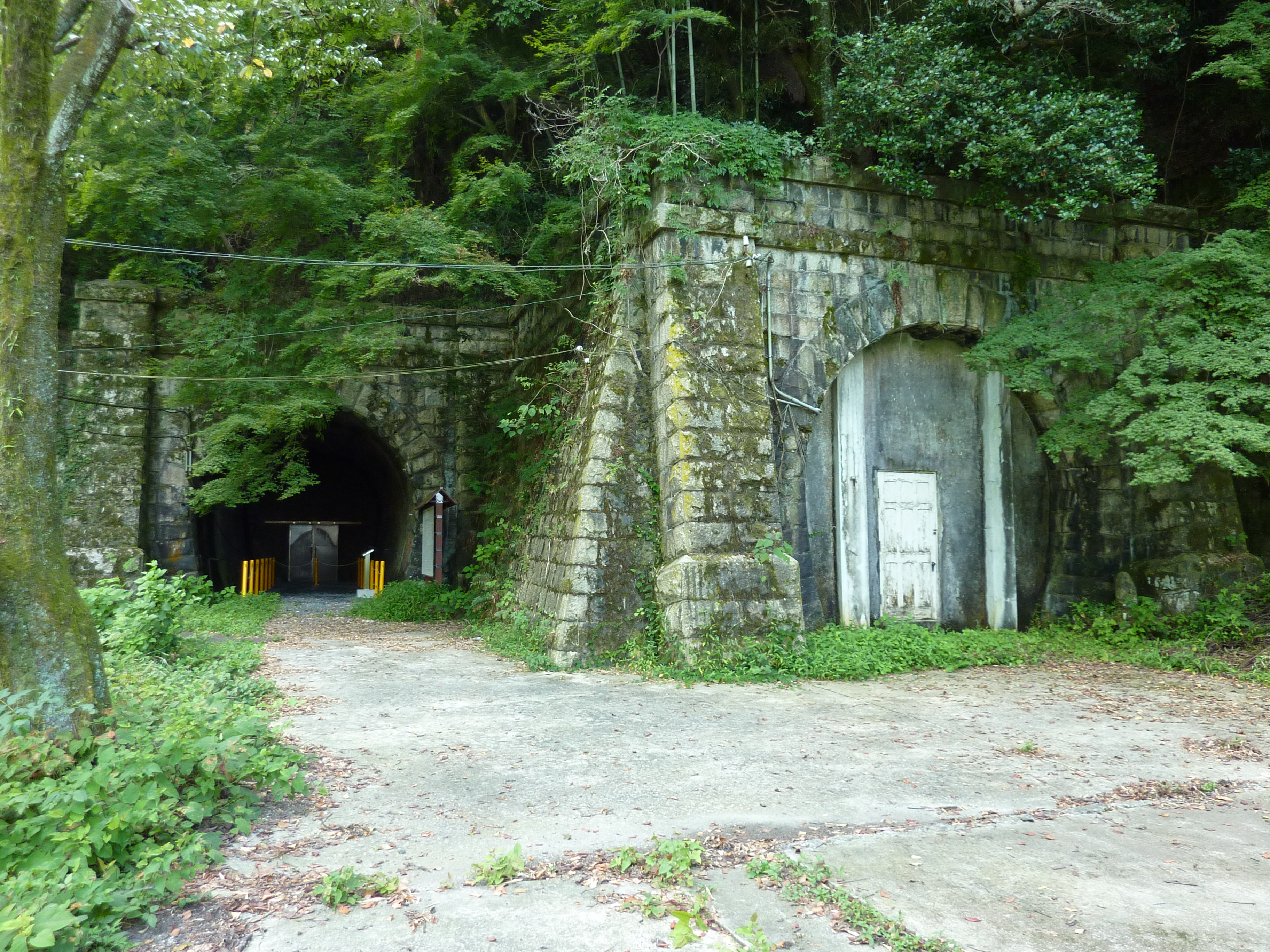
Alter Ōsakayama-Tunnel (1921 ersetzt)
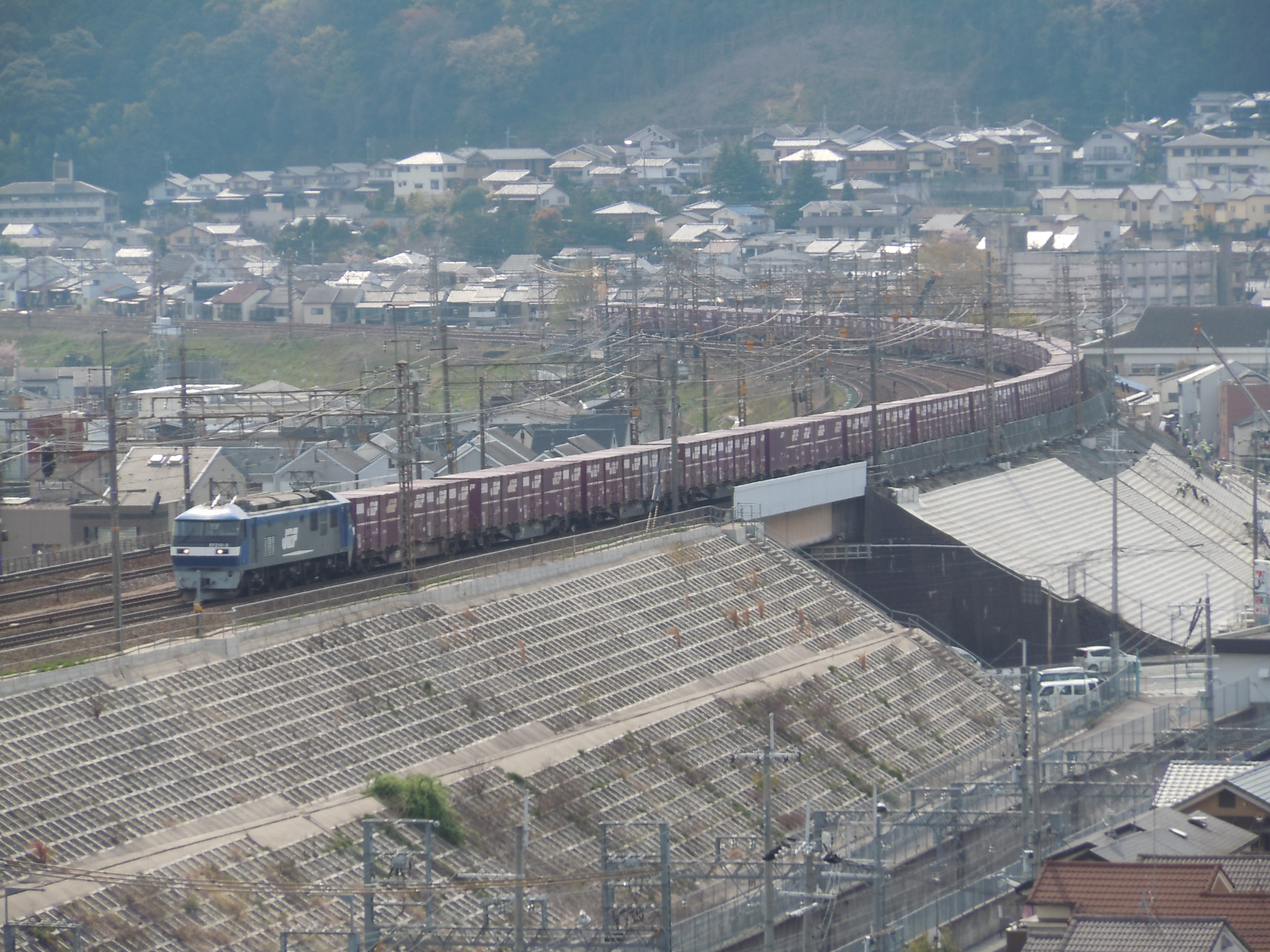
Güterzug in der Nähe von Yamashina
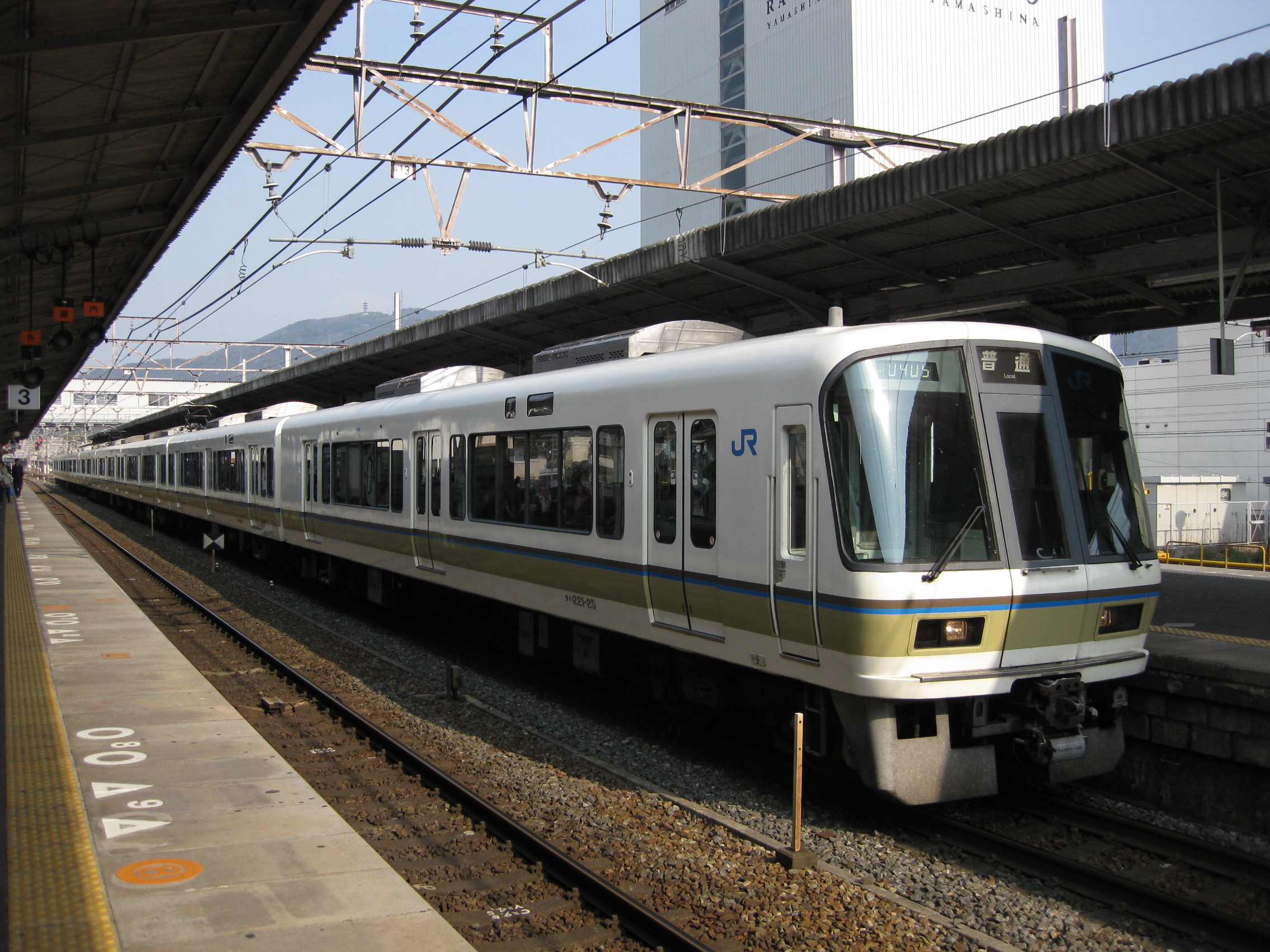
Triebzug der Baureihe 221 im Bahnhof Yamashina

## Chronologie wichtiger Ereignisse
- 18. August 1879: Eröffnung der Strecke Kyōto – Ōtani; ein Teil der damaligen Strecke entspricht der heutigen Nara-Linie bzw. dem Verlauf der Meishin-Autobahn
- 15. Juli 1880: Eröffnung der Strecke Ōtani – Zeze – Ōtsu (heute Biwako-Hamaōtsu) mit dem Ōsakayama-Tunnel
- 1. Mai 1882: Einführung des Dampfschiffverkehrs auf dem Biwa-See zwischen Ōtsu (heute Biwako-Hamaōtsu) und Nagahama
- 1. Juli 1889: Eröffnung der Strecke Zeze – Maibara – Nagahama; Einstellung des Personenverkehrs auf der Zweigstrecke Zeze – Ōtsu (heute Biwako-Hamaōtsu); Einstellung der Dampfschiffverbindung; Fertigstellung der durchgehenden Bahnverbindung Tokio – Kōbe
- 1. April 1895: Einführung der Streckenbezeichnung Tōkaidō-Linie (Tōkaidō-sen)
- 5. März 1897: zweites Gleis zwischen Kyōto und Ōtani
- 15. April 1898: zweites Gleis zwischen Ōtani und Zeze
- 1. August 1898: Wiederaufnahme des Personenverkehrs auf der Zweigstrecke Zeze – Ōtsu (heute Biwako-Hamaōtsu)
- 6. Juni 1900: zweites Gleis zwischen Zeze und Kusatsu
- 28. November 1901: zweites Gleis zwischen Notogawa und Yasu
- 1. Dezember 1901: zweites Gleis zwischen Notogawa und Kawase
- 5. Dezember 1901: zweites Gleis zwischen Maibara und Kawase
- 16. Juni 1902: zweites Gleis zwischen Kusatsu und Yasu
- 1. November 1902: Einführung der Streckenbezeichnung Hokuriku-Linie (Hokuriku-honsen) für den Abschnitt Maibara – Nagahama
- 12. Oktober 1909: Einführung der Streckenbezeichnung Tōkaidō-Hauptlinie (Tōkaidō-honsen)
- 1. März 1913: Einstellung des Personenverkehrs auf der Zweigstrecke Zeze – Ōtsu (heute Biwako-Hamaōtsu); neue Bezeichnung Ōtsu-Linief
- 1. August 1921: neue doppelspurige Streckenführung zwischen Kyōto und Zeze durch den Shin-Ōsakayama-Tunnel; Stilllegung der alten Strecke durch den Ōsakayama-Tunnel
- 19. September 1956: Elektrifizierung der Strecke Maibara – Kyōto; gesamte Tōkaidō-Hauptlinie zwischen Tokio und Kōbe durchgehend elektrisch befahrbar
- 12. August 1957: zweites Gleis zwischen Nagahama und Tamura
- 1. Oktober 1957: zweites Gleis zwischen Tamura und Maibara; Elektrifizierung der Strecke Nagahama – Tamura; das fehlende Teilstück Tamura – Maibara wird mithilfe einer stationären Dampfmaschine bewältigt
- 28. Dezember 1962: Elektrifizierung der Strecke Tamura – Maibara
- 1. November 1969: Stilllegung der Ōtsu-Linie
- 1. April 1987: Privatisierung der Japanischen Staatsbahn und Übertragung der Strecken an die neu gegründete JR West
- 13. März 1988: Einführung der Markenbezeichnung Biwako-Linie (Biwako-sen) für den Abschnitt Maibara – Kyōto
- 14. September 1991: Ausdehnung der Biwako-Linie auf den Abschnitt Maibara – Nagahama nach der Umstellung von Wechselspannung auf Gleichspannung

## Liste der Bahnhöfe
Sk = Shin-kaisoku (Special Rapid)
| Name                | Name                    | km                  | Sk                  | Anschlusslinien | Lage                | Ort                 | Präfektur |
| Hokuriku-Hauptlinie | Hokuriku-Hauptlinie     | Hokuriku-Hauptlinie | Hokuriku-Hauptlinie | Hokuriku-Hauptlinie | Hokuriku-Hauptlinie | Hokuriku-Hauptlinie |           |
| ------------------- | ----------------------- | ------------------- | ------------------- | --- | ------------------- | ------------------- | --------- |
| JR-A09              | Nagahama (山科)         | 07,7                | ●                   | Hokuriku-Hauptlinie | Koord.              | Nagahama            | Shiga     |
| JR-A10              | Tamura (田村)           | 04,7                | ●                   | | Koord.              | Nagahama            | Shiga     |
| JR-A11              | Sakata (坂田)           | 02,4                | ●                   | | Koord.              | Maibara             | Shiga     |
| Tōkaidō-Hauptlinie  |                         |                     |                     | |                     |                     |           |
| JR-A12              | Maibara (米原)          | 00,0                | ●                   | Tōkaidō-Shinkansen Tōkaidō-Hauptlinie (Toyohashi–Maibara) Ōmi-Hauptlinie                                                              | Koord.              | Maibara             | Shiga     |
| JR-A13              | Hikone (彦根)           | 06,0                | ●                   | Ōmi-Hauptlinie | Koord.              | Hikone              | Shiga     |
| JR-A14              | Minami-Hikone (南彦根)  | 09,3                | ǀ                   | | Koord.              | Hikone              | Shiga     |
| JR-A15              | Kawase (河瀬)           | 12,4                | ǀ                   | | Koord.              | Hikone              | Shiga     |
| JR-A16              | Inae (稲枝)             | 16,1                | ǀ                   | | Koord.              | Hikone              | Shiga     |
| JR-A17              | Notogawa (能登川)       | 19,8                | ●                   | | Koord.              | Higashiōmi          | Shiga     |
| JR-A18              | Azuchi (安土)           | 24,9                | ǀ                   | | Koord.              | Ōmihachiman         | Shiga     |
| JR-A19              | Ōmi-Hachiman (近江八幡) | 28,4                | ●                   | Ōmi Yōkaichi-Linie | Koord.              | Ōmihachiman         | Shiga     |
| JR-A20              | Shinohara (篠原)        | 32,4                | ǀ                   | | Koord.              | Ōmihachiman         | Shiga     |
| JR-A21              | Yasu (野洲)             | 38,0                | ●                   | | Koord.              | Yasu                | Shiga     |
| JR-A22              | Moriyama (守山)         | 41,1                | ●                   | | Koord.              | Moriyama            | Shiga     |
| JR-A23              | Rittō (栗東)            | 43,2                | ǀ                   | | Koord.              | Rittō               | Shiga     |
| JR-A24              | Kusatsu (草津)          | 45,5                | ●                   | Kusatsu-Linie | Koord.              | Kusatsu             | Shiga     |
| JR-A25              | Minami-Kusatsu (南草津) | 48,0                | ●                   | | Koord.              | Kusatsu             | Shiga     |
| JR-A26              | Seta (瀬田)             | 50,7                | ǀ                   | | Koord.              | Ōtsu                | Shiga     |
| JR-A27              | Ishiyama (石山)         | 53,2                | ●                   | Keihan Ishiyama-Sakamoto-Linie | Koord.              | Ōtsu                | Shiga     |
| JR-A28              | Zeze (膳所)             | 56,0                | ǀ                   | Keihan Ishiyama-Sakamoto-Linie | Koord.              | Ōtsu                | Shiga     |
| JR-A29              | Ōtsu (大津)             | 57,7                | ●                   | | Koord.              | Ōtsu                | Shiga     |
| JR-A30              | Yamashina (山科)        | 62,2                | ●                   | Kosei-Linie U-Bahn: Tōzai-Linie im Bhf. Keihan Yamashina: Keihan Keishin-Linie                                                        | Koord.              | Yamashina, Kyōto    | Kyōto     |
| JR-A31              | Kyōto (京都)            | 67,7                | ●                   | Tōkaidō-Shinkansen JR Kyōto-Linie Kosei-Linie Nara-Linie San’in-Hauptlinie (Sagano-Linie) Kintetsu Kyōto-Linie U-Bahn: Karasuma-Linie | Koord.              | Shimogyō, Kyōto     | Kyōto     |